# NGC 2812
NGC 2812 este o galaxie lenticulară situată în constelația Racul. A fost descoperită în 17 februarie 1865 de către Albert Marth.